# Notto Gouye Diama
Notto Gouye Diama ist eine Gemeinde (commune) im Département Tivaouane der Region Thiès, gelegen im zentralen Westen Senegals. Sie besteht aus dem namensgebenden Hauptort (chef-lieu) sowie weiteren Dörfern (villages) und Weilern (hameaux).

## Geographische Lage
Das Gemeindegebiet von Notto Gouye Diama liegt an der Grande-Côte und erstreckt sich über den Gürtel der Küstendünen in die dahinter liegenden fruchtbaren Feuchtgebiete der Zone des Niayes. Der Hauptort ist fünf Kilometer von der Küste entfernt; er liegt 21 Kilometer westlich der Départementspräfektur Tivaouane und 74 Kilometer nordöstlich von Dakar. Das Gemeindegebiet hat eine Fläche von 135,40 km². Benachbarte Kommunen sind im Uhrzeigersinn Darou Khoudoss und Taïba Ndiaye im Norden, Pambal im Osten, und im Süden Mont Rolland sowie Diender.

## Geschichte
Das Dorf Notto Gouye Diama war seit 1972 Hauptort einer Landgemeinde (communauté rurale), deren Ostteil im Jahr 2009 als Landgemeinde Pambal ausgegliedert wurde. Im Jahr 2014 erhielt Notto Gouye Diama, wie in Senegal alle communautés rurales, den landesweit einheitlichen Status einer Gemeinde (commune).

## Bevölkerung
Die letzten Volkszählungen ergaben jeweils folgende Einwohnerzahlen:
| Jahr | Einwohner |
| ---- | --------- |
| 2002 | 22.118    |
| 2013 | 21.815    |
| 2023 | 34.036    |

## Verkehr
Durch die Gemeinde Notto Gouye Diama führt die seit 2012 als Nationalstraße klassifizierte N 8. Sie beginnt in Rufisque und verbindet bis Saint-Louis entlang der Küstenlinie der Grande-Côte die Ortschaften der Niayes im fruchtbaren Hinterland der Küstendünen miteinander.